# Saint-Bonnet-près-Riom
Saint-Bonnet-près-Riom è un comune francese di 1 974 abitanti situato nel dipartimento del Puy-de-Dôme nella regione dell'Alvernia-Rodano-Alpi.
È gemellato con il Comune di Oriolo Romano.

## Società

### Evoluzione demografica
Abitanti censiti